# Brian élete (Family Guy)
A Brian Élete (eredeti cím: Life Of Brian) a Family Guy című amerikai animációs sorozat 216. része (a 12. évad hatodik epizódja). 
Elsőként a Fox csatornán mutatták be 2013. november 24-én. A cselekmény középpontjában a Brian Griffin nevű főszereplő halála és családjának gyásza áll. Az epizód kedvező kritikákat kapott, ugyanakkor a rajongók petíciót indítottak a közkedvelt Brian „feltámasztásáért”.

## Cselekmény
Brian és Stewie egy csapatnyi ellenséges amerikai őslakos elől menekül. Stewie korábban az időgépe segítségével visszament a múltba és lőfegyvereket adott az indiánoknak, akik így megnyerték az európai telepesek elleni háborút. Az időgép kapcsolója megsérül, ezért Stewie egy alternatív idősíkban kér segítséget ottani alteregójától, majd a fegyverek visszaszerzésével az eseményeket helyreállítva visszatérnek a saját világukba. 
Belefáradva veszélyes kalandjaikba Stewie hirtelen felindulásból megsemmisíti az időgépet, egy szeméttelepre hajítva a maradványait. Briannel találnak egy utcai hokikaput és hazaviszik magukkal. Amikor először felállítják és kipróbálják, Briant elgázolja és súlyosan megsebesíti egy féktelen autósofőr. Az állatorvosnál a Griffin család tagjai megtudják, hogy házi kedvencük állapota végzetes és elbúcsúznak tőle. Mielőtt meghalna, Brian kifejezi szeretetét és háláját családja felé a csodálatos életéért, melyet nekik köszönhet.
Stewie önmagát okolja barátja haláláért. Rádöbben, hogy újraépíthetné az időgépet, megmentve Briant. Sajnos egy alkatrészt nem tud pótolni, mert a beszerzéséért felelős üzlettársát a Mohamed prófétáról készült rajza miatt megölték. A család és a barátok eltemetik Briant, Peter megható gyászbeszédet mond. Egy hónappal később a Griffin család gyászuk enyhítése érdekében új házikedvencet szerez, egy Vinny nevű nyájas beszédű olasz kutya személyében. Vinny vacsorát készít nekik és beilleszkedik új családjába. A kocsmában Peter ivócimboráival is találkozik és összebarátkozik velük. Stewie sikertelenül próbál megszabadulni Vinnytől, majd épp Vinny vigasztalja meg őt, mesélve neki előző gazdája és egyben legjobb barátja haláláról. Stewie végül elfogadja az új családtagot és aznap este már együtt alszanak el.

## Fordítás
- Ez a szócikk részben vagy egészben  a   Life of Brian (Family Guy) című angol Wikipédia-szócikk fordításán alapul.  Az eredeti cikk szerkesztőit annak laptörténete sorolja fel. Ez a jelzés csupán a megfogalmazás eredetét és a szerzői jogokat jelzi, nem szolgál a cikkben szereplő információk forrásmegjelöléseként.